# Lieja-Bastogne-Lieja 1893
La Lieja-Bastogne-Lieja 1893 fou la 2a edició de la clàssica ciclista Lieja-Bastogne-Lieja. Es va disputar el 28 de maig de 1893 sobre un recorregut de 250 km. La victòria fou pel belga Léon Houa, que ja havia guanyat la primera edició, i que va recórrer la distància en 10h 42' 00", a una mitjana de 23,36 km/h. Aquesta edició va estar reservada a ciclistes amateurs i va ser organitzada per la S.C. Liégeois.

## Resultats
|    | Ciclista                 | Temps        |
| -- | ------------------------ | ------------ |
| 1  | Léon Houa (BEL)          | 10h 42' 00"  |
| 2  | Michael Borisowski (BEL) | + 30' 00"    |
| 3. | Charles Collette (BEL)   | + 32' 00"    |
| 4  | Richard Fischer (BEL)    | + 52' 00"    |
| 5  | Louis Rasquinet (BEL)    | + 1h 00' 00" |
| 6  | René Nulens (BEL)        | + 1h 24' 00" |
| 7  | Henri Thanghe (BEL)      | + 1h 30' 00" |
| 8  | Degraa (BEL)             | + 1h 36' 00" |
| 9  | Lucien Loppart (BEL)     | + 2h 08' 00" |
| 10 | Van Haerne (BEL)         | + 2h 15' 00" |